# 柏井城 (土佐国)
柏井城（かしわいじょう）は、高知県高岡郡日高村にあった日本の城（山城）。

## 概要
三宮親庸の次男の柏井如光の居城である。兄に三宮親虎がいる。

## 所在地
- 高知県高岡郡日高村日下